# Миштекские языки
Миштекские языки (Mixtec) — группа языков в составе ото-мангской семьи. Распространена в Мексике. Общее число носителей — около 550000 человек.
Включает языки трике (3 языка), число носителей около 24500 (здесь и далее — по материалам переписи 2000 г.); куикатекские (2 языка), число носителей около 15000; а также диалектный континуум (52 языка), известный как собственно миштекский язык, числом носителей около 511000. Иногда существует терминологическая путаница: понятие «миштекские языки» применяют к диалектному континууму миштекского языка.

## Название языка (языков)
Название «миштек» происходит из языка науатль от [miʃ] «туча» + [teka] «(её) обитатель». Носители миштекских языков для обозначения своего родного языка (диалекта) обычно используют выражение «слово дождя», которое на разных диалектах звучит по-разному, например, Tu'un Sávi [tũʔũ saβi] на одном и Dà'àn Dávi [δãʔã δaβi] на другом.

## Распространение
Традиционно миштекские языки были распространены в регионе, известном как Ла-Миштека, который находится на территории мексиканских штатов Оахака, Пуэбла и Герреро. В связи с миграцией из данного региона, в основном в результате крайней бедности, миштекские языки распространились и в городах Мексики, в особенности в Мехико и в Федеральном районе Мексиси, а также в ряд сельскохозяйственных районов, таких, как долина Сан-Кинтин в Нижней Калифорнии и частично в Морелос и Соноре. Часть миштеков осела в США.

## Характеристика
Миштекский язык представляет собой сложную совокупность региональных диалектов, которые уже были в положении во время испанского завоевания миштекского региона. Разновидности миштекского языка иногда сгруппированы по географическим областям, с использованием обозначений, такие как Ла-Миштека, Миштека-Баха и Миштека-де-ла-Коста. Тем не менее, диалекты фактически не соответствуют географическим районам, и точная историческая связь между различными разновидностями не была разработана. Ситуация гораздо сложнее, чем диалектный континуум, потому что границы диалекта часто неожиданные и существенные, некоторые, вероятно, из-за переселения населения как до, так и после испанского завоевания. Количество разновидностей миштекского языка отчасти зависит от того, какие критерии для их группировки, конечно, на одном полюсе, в государственных учреждениях часто не признавали диалектное разнообразие. Взаимные исследования взаимопонятности и программы грамотности привели SIL International к определению более 50 разновидностей, которым были назначены различные языковые ISO-коды. Попытки проведения программ распространения грамотности, пересекающих границы этих миштекских диалектов, не увенчались большим успехом. Разновидности миштекского языка действуют как де-факто для отдельных языков в течение сотен лет и практически ни одна из характеристик одного «языка». Различия так велики, как между романскими языками, и с тех пор объединяющие социально-политические факторы не характеризуют языки сложными, они часто упоминаются как отдельные языки.

### Языки
- Алакатлацаланский (Alacatlatzala)
- Алькосауканский (Alcozauca)
- Амольтепекский (Amoltepec)
- Апаско-апоаланский (Apasco-Apoala)
- Ататлауканский (Atatláhuca)
- Аютланский (Ayutla)
- Дьюхи-тилантонгский (Diuxi-Tilantongo)
- Западнохустлауакский (Western Juxtlahuaca)
- Истаютланский (Ixtayutla)
- Итундухиянский (Itundujia)
- Йолохочитлский (Yoloxóchitl)
- Йосондуанский (Yosondúa)
- Какалостепекский (Cacaloxtepec)
- Коацоспанский (Coatzospan)
- Куямекалькский (Cuyamecalco)
- Магдалена-пеньяскский (Magdalena Peñasco)
- Метлатонокский (Metlatónoc)
- Мистепекский (Mixtepec)
- Митлатонгский (Mitlatongo)
- Национальный пинотепский (Pinotepa Nacional)
- Окотепекский (Ocotepec)
- Пеньолесский (Peñoles)
- Сан-мигель-пьедрасский (San Miguel Piedras)
- Сан-мигель-эль-грандский (San Miguel el Grande)
- Сан-хуан-колорадский (San Juan Colorado)
- Сан-хуан-тейтанский (San Juan Teita)
- Санта-люсия-монтевердский (Santa Lucía Monteverde)
- Санта-мария-сакатепекский (Santa María Zacatepec)
- Северный тлахиакский (Northern Tlaxiaco)
- Северо-западный оахакский (Northwest Oaxaca)
- Силакайоапанский (Silacayoapan)
- Синдиуйский (Sindihui)
- Синикауанский (Sinicahua)
- Сояльтепекский (Soyaltepec)
- Такауанский (Tacahua)
- Тамасоланский (Tamazola)
- Тесоатланский (Tezoatlán)
- Тидаанский (Tidaá)
- Тихальтепекский (Tijaltepec)
- Тласояльтепекский (Tlazoyaltepec)
- Тутутепекский (Tututepec)
- Уитепекский (Huitepec)
- Хамильтепекский (Jamiltepec)
- Хустлауакский (Juxtlahuaca)
- Часумбанский (Chazumba)
- Чаюкский (Chayuco)
- Чигмекатитланский (Chigmecatitlán)
- Юго-восточный ночистланский (Southeastern Nochixtlán)
- Юго-западный тлахиакский (Southwestern Tlaxiaco)
- Южнопуэбланский (Southern Puebla)
- Юкуаньенский (Yucuañe)
- Ютандучийский (Yutanduchi)

## Миштекское письмо
До испанской колонизации у миштеков существовала оригинальная письменность, позже утраченная. У миштеков, как и у других народов Мезоамерики, была разработана своя система письма, а их кодексы, которые сохранились, являются одним из лучших источников знания доиспанской культуры Оахакского региона до прихода испанцев. С разгромом власти Тутутепека в 1522 году миштеки попали под колониальное господство испанцев, а многие из своих реликвий были уничтожены. Однако, некоторые кодексы удалось спасти от разрушения, и сегодня чаще всего принадлежащих европейским коллекциям, включая "Кодекс Суче-Нутталь" и "Codex Vindobonensis Mexicanus I"; за исключением "Кодекса Коломбино", который хранится в Национальном музее антропологии в городе Мехико.
Миссионеры, принесшие с собой римско-католическую религию к миштекам, приступили к изучению их языка и подготовили несколько грамматик миштекского языка, похожих по стилю на книгу "Gramática de la lengua castellana" Антонио-де-Небриха. Они также начали работу по транскрибированию миштекского языка на латиницу. В последние десятилетия небольшие изменения в алфавитном представлении миштеков практиковались Академией Миштекского Языка.
| Символ | МФА | Пример    | Значение      | Примерное произношение |
| a      | a   | andívi    | небо          | Как русское а |
| ch     | tʃ  | chitia    | банан         | Как русское ч |
| d      | ð   | de        | он            | Как th в английском слове father |
| e      | e   | ve'e      | дома          | Как русское э |
| g      | ɡ   | ga̱        | больше        | Как русское г |
| i      | i   | ita̱       | цветок        | Как русское и |
| ɨ      | ɨ   | kɨni      | свинья        | Как русское ы |
| j      | x   | ji̱'in     | опустим       | Как русское х |
| k      | k   | kúmi      | четыре        | Как твёрдое русское к |
| l      | l   | luu       | красивый      | Как русское л |
| m      | m   | ña'ma̱     | исповедует    | Как русское м |
| n      | n   | kuná'ín   | прекращается  | Как русское н |
| nd     | nᵈ  | ita ndeyu̱ | орхидея       | Произносится как н с последующей неносовой d-подобной к переходу к шумной согласной. |
| ng     | ŋ   | súngo̱o    | урегулировать | Как английский ng (носовой звук н) |
| ñ      | ɲ   | ñuuyivi   | мир           | Как испанский ñ (нь), но, как правило, не дающий фактически языку коснуться твёрдого нёба. |
| o      | o   | chiso     | золовка       | Как русское о |
| p      | p   | pi'lu     | мир           | Как русский п |
| r      | ɾ   | ru'u      | я             | Иногда является трельным (русское р). |
| s      | s   | sá'a      | хитрость      | Как русский с |
| t      | t   | tájí      | направляет    | Как русский т |
| ts     | ts  | tsi'ina   | щенок         | Как русский ц |
| u      | u   | Nuuyoo    | Мексика       | Как русский у |
| v      | β   | vilu      | кот, кошка    | Как испанский v |
| x      | ʃ   | yuxé'é    | дверь         | Как русский ш |
| y      | ʒ   | yuchi     | пыль          | Как русский ж |
| '      | ˀ   | ndá'a     | рука          | Гортанная смычка. Она произносится, когда гласный звук глоттализованный, как будто это заканчивается гортанной смычкой. Это не редкость для глоттализованного гласного иметь идентичный, но не глоттализованный гласный после него. |

## Миштекское влияние на испанский язык
Вероятно, наибольший вклад миштекских языков в мексиканский диалект испанского состоит в большом количестве топонимов, в особенности в западных регионах штата Оахака, где некоторые общины до сих пор носят миштекские названия: Сан-Хуан-Ньюми, Сан-Бартоло-Юкуанье, Санта-Крус-Итундухиа, и многие другие. В штатах Пуэбла и Герреро миштекские топонимы были вытеснены топонимами из испанского языка и науатля, пример: Юкуюши в штате Пуэбла, который сейчас известен как Габино-Барреда.

## Миштекская литература
До испанской колонизации в начале XVI века у индейцев Месоамерики уже сложилось несколько литературных жанров. Их сочинения передавались устно знатоками преданий, принадлежавшими к элите тамошнего общества. После завоевания многие предания были утрачены, институт знатоков преданий исчез. Были уничтожены и многие миштекские кодексы, где исторические события передавались при помощи пиктограмм. Тем не менее, часть миштекских кодексов сохранилась до наших времён (3 — в европейских коллекциях, 1 — в Мексике). В них рассказывается о военных походах вождя по имени Восемь Оленей — Коготь Ягуара.
Дешифровку миштекских кодексов предложил в середине 20 в. Альфонсо Касо. Сами миштеки утратили знание своей пиктографической письменности.
Благодаря усилиям миссионеров, которые в годы конкисты обучали испанской грамоте местную знать, до наших дней дошли некоторые литературные произведения миштеков. В течение пяти столетий после конкисты миштекская литература имела хождение в основном в виде народных преданий, в устной передаче или в виде песен. Лишь в начале 1990-х гг. произошло второе рождение литературы коренных народов Мексики. Наибольшую роль сыграли сапотеки с Теуантепекского перешейка, которые записывали свои литературные памятники с середины XIX века. Вдохновлённые культурным движением индейцев Ючитан-де-Сарагоса в 1980-е гг., многие индейские народы вновь стали использовать свои языки как литературные. В 1993 г. была создана Ассоциация писателей на индейских языках (en:Asociación de Escritores en Lenguas Indígenas), а 3 года спустя — Дом писателя на индейских языках (en:Casa del Escritor en Lengua Indígena). В то же время была учреждена премия Несауалькойотль (en:Nezahualcóyotl Prize) за произведения на индейских языках с тем, чтобы стимулировать местные языки.
В миштекском регионе во главе литературного ренессанса стояли народы региона Миштека-Альта, где находятся города Тлашиако и Хуштлауака. Из последнего родом были такие известные литературные деятели, как Рауль Гатика, опубликовавший ряд произведений миштекских поэтов в сборнике Asalto a la palabra, и Хуан де Диос Ортис Крус, который наряду со сбором местных поэтических произведений также создал собственные литературные произведения, такие, как Yunu Yukuninu («Дерево (на холме) Юкунину»). Позднее это стихотворение положила на музыку Лайла Даунз, одна из ведущих фигур современной миштекской музыки; она записала несколько музыкальных номеров на миштекском языке.